# Binz (márka)
A Binz speciális kialakítású járművek gyártására szakosodott német járműgyártó cég. A céget 1936-ban alapította Michael Binz a németországi Lorchban. A Binz márkanév idővel két céget jelölt: az egyik a halottaskocsik és nyújtott limuzinok gyártásával foglalkozó Binz GmbH & Co. KG, a másik a főleg rendvédelmi és mentőjárművek előállításával foglalkozó BINZ Ambulance- und Umwelttechnik GmbH. A cégek elsősorban Mercedes-Benz járművek szakszerű átépítésével foglalkoznak, de más márkák is képezték már Binz modellek alapját. 2019-ben a Binz GmbH & Co. KG fizetésképtelenség miatt felszámolásra került, a BINZ Ambulance- und Umwelttechnik GmbH ettől függetlenül tovább termel. 

## Történet
A cég az alapítástól kezdve számos átépítést eszközölt különböző szériamodelleken, készült taxi, kabrió, de teherautók átépítésével is foglalkozott, a Krupp, a Steyr, és ugyanúgy a Daimler-Benz afféle beszállítójaként. Az ötvenes évektől kezdve indult be igazán a termelés, a palettán halottaskocsik, nyújtott alvázú taxik, limuzinok, kabriók, és kisteherautóvá változtatott személyautók szerepeltek. Az alapot képező modellek leginkább a Mercedes középkategóriás autóiból és a mindenkori E osztályból kerültek ki. A hatvanas évektől jelentek meg a mentőautók a cég kínálatában, amelyeket limuzin vagy kombi karosszériás modellek „puttonyosításával” hoztak létre, hasonlóan a halottaskocsikhoz, megnövelve az alvázat egy terebélyes, magasított tetős kocsiszekrény kialakításával. 1991-ben alakult meg a BINZ Ambulance- und Umwelttechnik GmbH, mely elsősorban rendvédelmi, tűzoltósági és mentőjárművek kialakítására specializálódott, ezek főleg Mercedes és Volkswagen kisbuszokon alapultak, de később mentőjárművé alakított autóbuszok is megjelentek a kínálatban. Ez a részleg végül 2012-ben önállósult, miután felvásárolta egy thaiföldi cégcsoport, ezzel a részleg különálló céggé vált, mely Ilmenauba költözött át. A Lorchban maradt anyacég továbbra is halottaskocsik, valamint négy- és hatajtós nyújtott limuzinok gyártásával foglalkozott, de mindkét cégnél lehetőség volt/van teljesen egyedi kialakítású járművek megtervezésére és legyártására is. A Binz járműveire ugyanazok a garanciális feltételek vonatkoznak, mint a gyári Mercedes autókra, miután a cég szoros partneri viszonyban van a Daimler AG-vel.
2018 júniusában a Binz GmbH & Co. KG fizetésképtelenné vált likviditási problémák miatt, ennek eredményeként 2019 januárjában bejelentették a cég felszámolását.

## Galéria

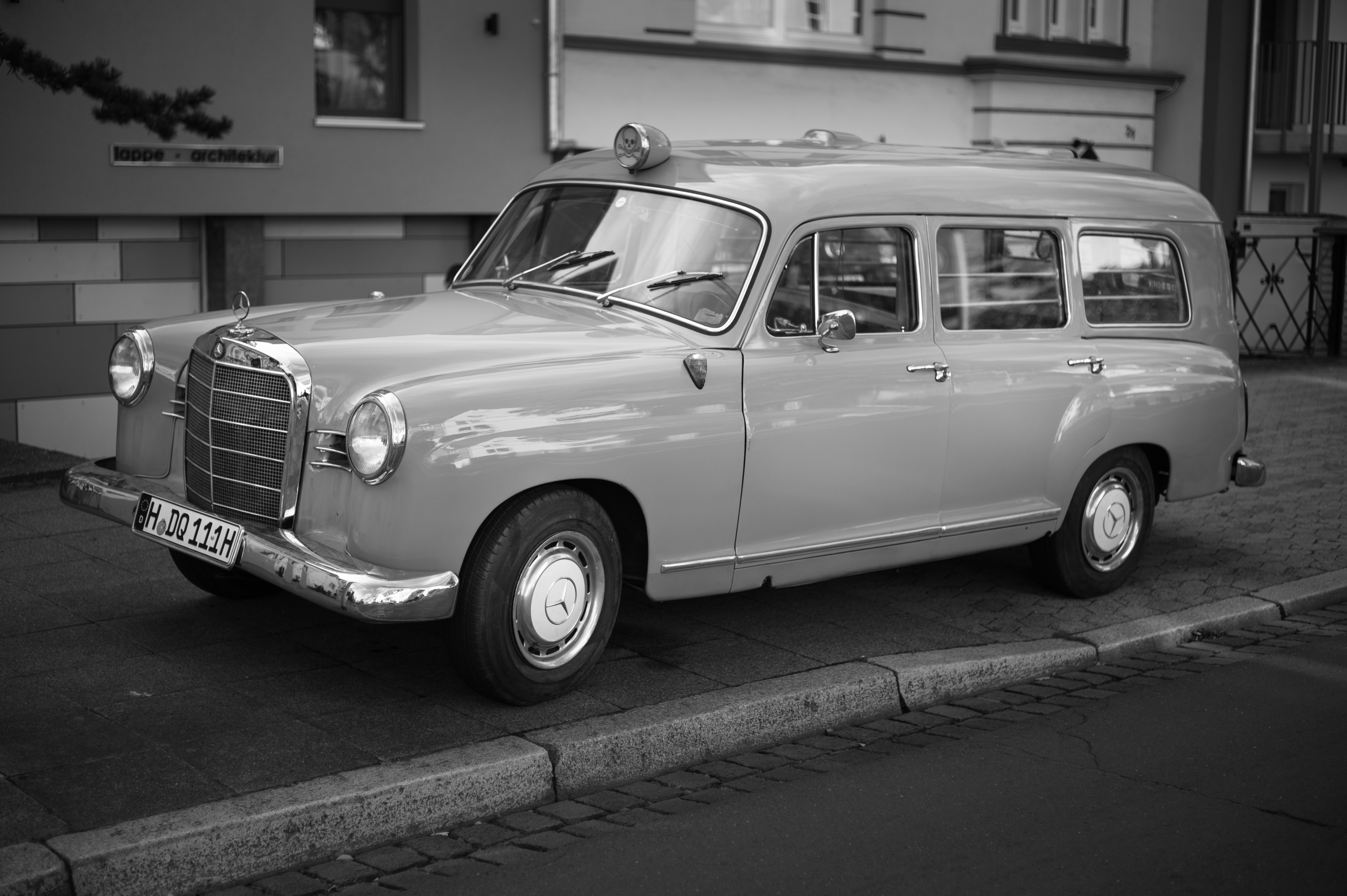
Mercedes-Benz W120-ból készült Binz mentőautó
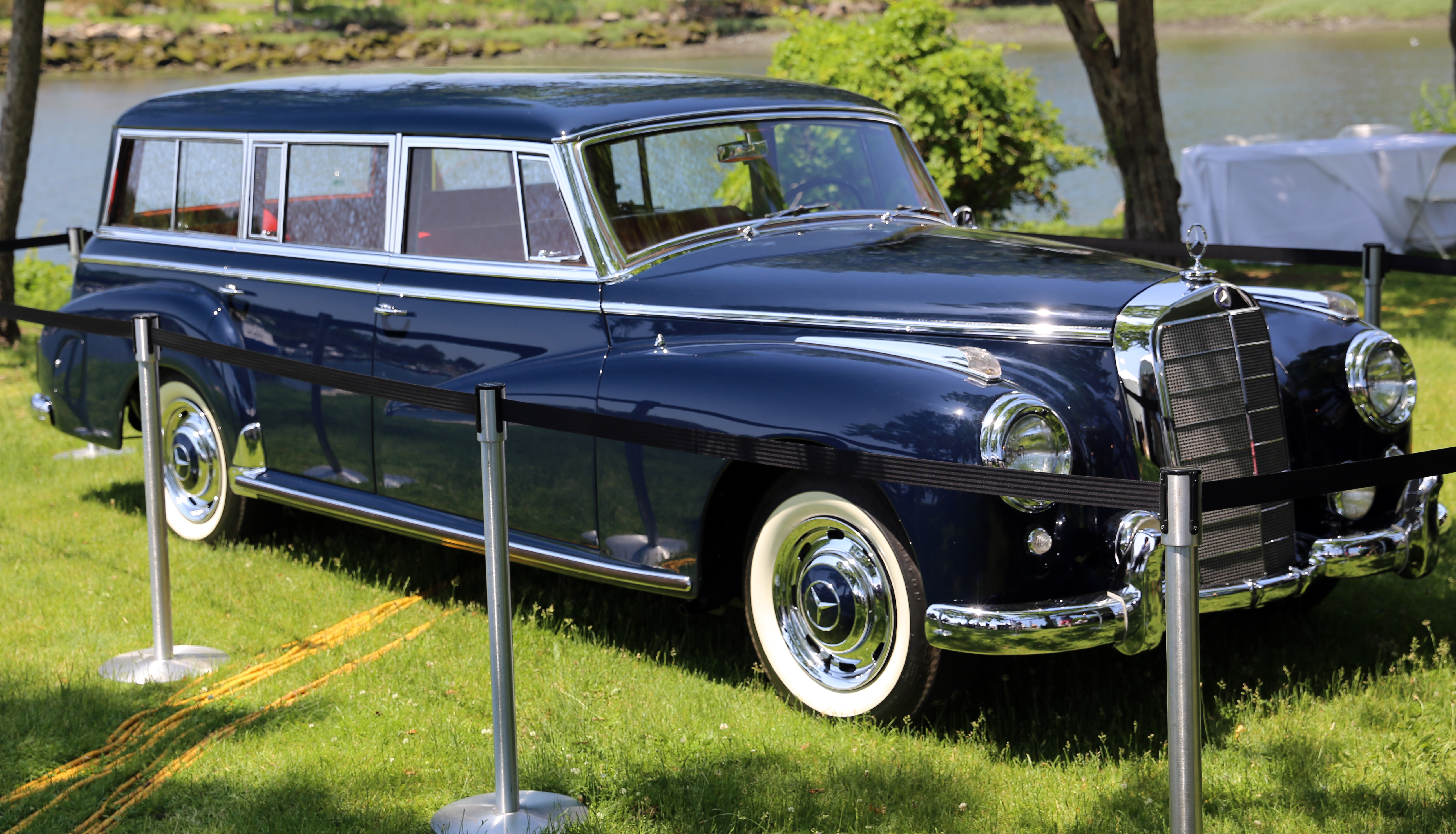
Mercedes-Benz 300c kombi változat
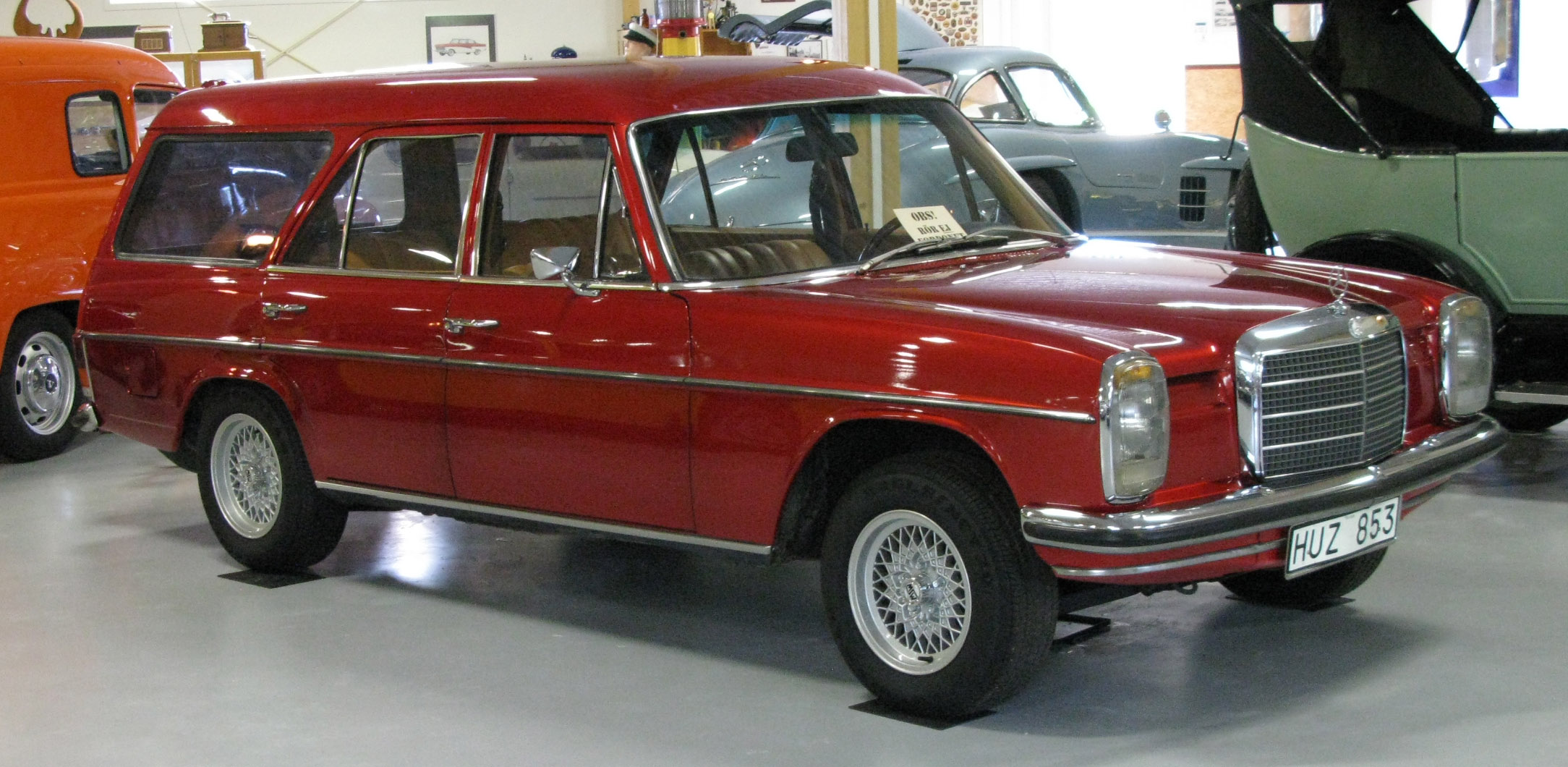
Mercedes-Benz W114/115 kombi, gyárilag ilyen nem készült
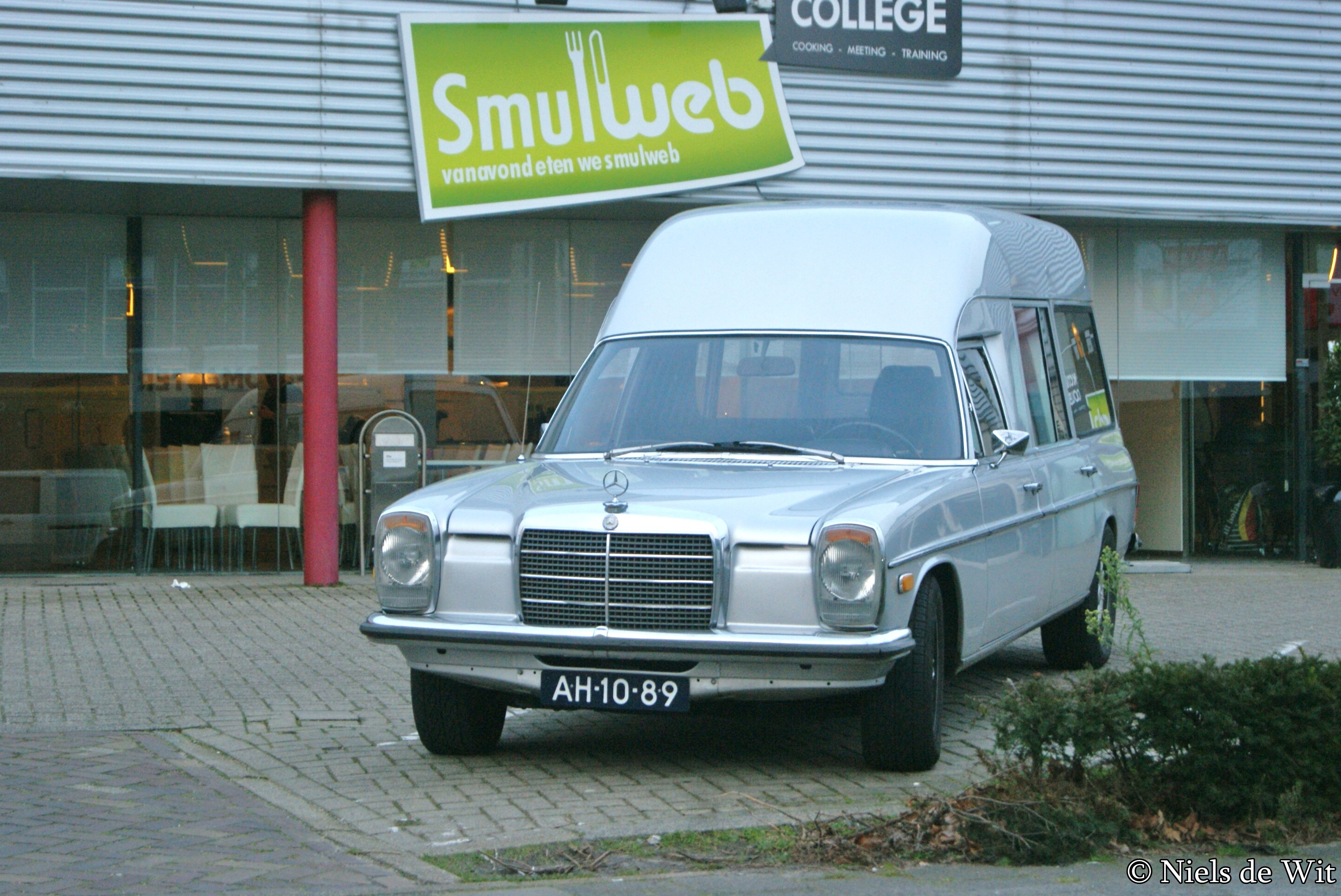
Mercedes-Benz W114/115 mentőautó
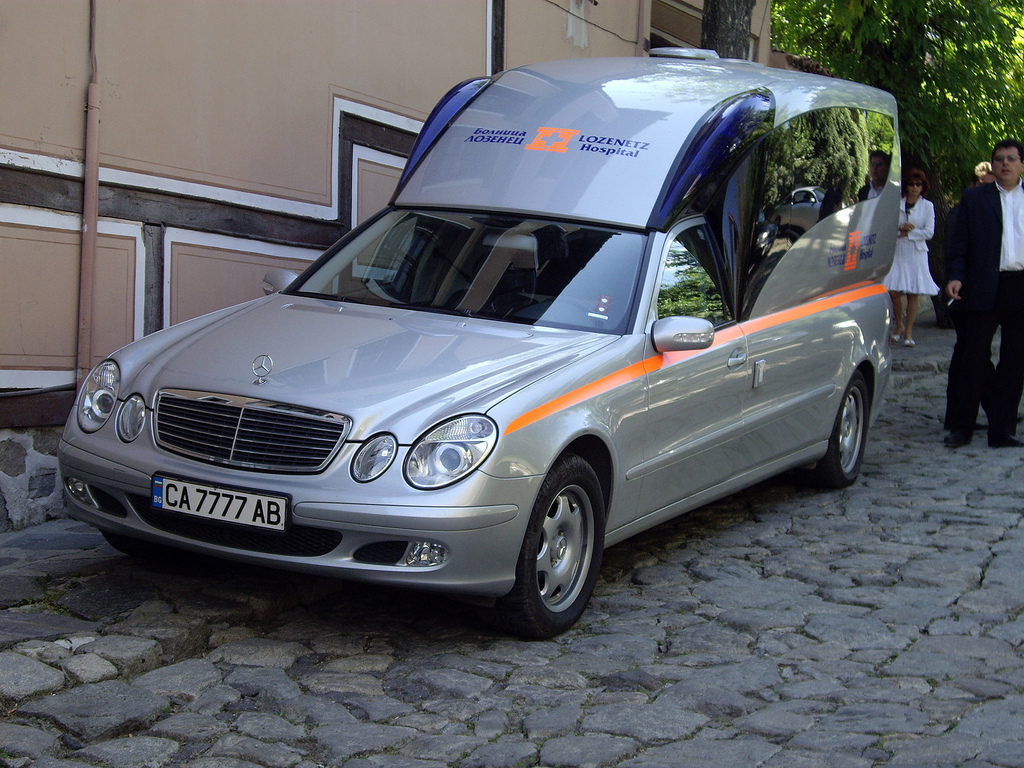
Mercedes-Benz W211-ból készült Binz mentőautó
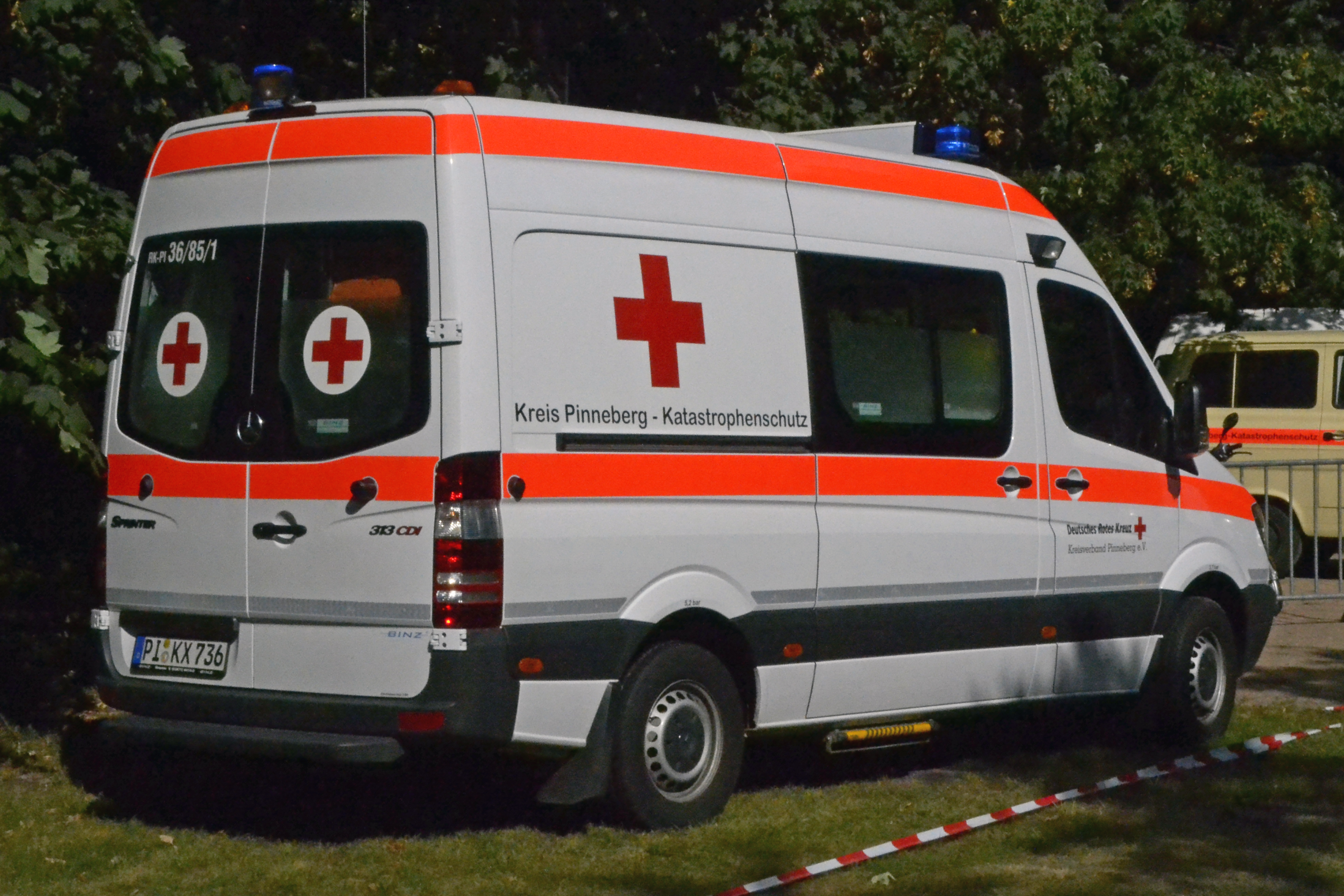
Mercedes Sprinter alapra készült mentőautó

## Fordítás
Ez a szócikk részben vagy egészben  a   Binz (Fahrzeuge) című német Wikipédia-szócikk fordításán alapul.  Az eredeti cikk szerkesztőit annak laptörténete sorolja fel. Ez a jelzés csupán a megfogalmazás eredetét és a szerzői jogokat jelzi, nem szolgál a cikkben szereplő információk forrásmegjelöléseként.